# Внуково (Пятовское сельское поселение)
Внуково — хутор в Тотемском районе Вологодской области.
Входит в состав Пятовского сельского поселения, с точки зрения административно-территориального деления — в Пятовский сельсовет.
Расположен на правом берегу реки Сухона. Расстояние по автодороге до районного центра Тотьмы — 7 км, до центра муниципального образования деревни Пятовская — 8 км. Ближайшие населённые пункты — Глубокое, Задняя, Советский.
По переписи 2002 года население — 2 человека.